# Svjatoslav Belza
Svjatoslav Igorevič Belza (rusky Святосла́в И́горевич Бэ́лза, 26. dubna 1942, Čeljabinsk – 3. června 2014, Mnichov) byl ruský spisovatel, literární a hudební vědec a kritik. Byl tvůrcem několika televizních seriálů sloužících popularizaci vážné hudby, např. Hudba v éteru, Mistrovská díla světového hudebního divadla nebo U vás doma.

## Život
Narodil se sovětskému hudebníku, skladateli a vědci Igoru Fjodoroviči Belzovi. V mládí vynikal ve sportu, věnoval se s úspěchem šermu. V roce 1965 absolvoval studia filologické fakulty Moskevské státní univerzity, obor filologie a literární věda. V letech 1965 až 1997 pracoval jako vědecký pracovník Ústavu světové literatury Maxima Gorkého Ruské akademie věd. Poté se na plný úvazek začal věnovat práci v televizi na televizní stanici RTR Kultura.
Byl členem Svazu spisovatelů (od roku 1975), Svazu novinářů Ruska (od roku 1971) a Svazu divadelních umělců (od roku 1999).
Předsedal porotě Buninovy ceny a mezinárodní soutěže Múzy míru. Řídil gala, na kterých se předávaly baletní Ceny Benois. V roce 2011 se stal prezidentem Ruské akademie umění.
Byl dvakrát ženat, s Olgou Glebovovou měl dva syny Igora a Fjodora.
Zemřel v Mnichově po dlouhé těžké nemoci ve věku 72 let. Informaci o tom zveřejnil na sociální síti Facebook jeho blízký přítel, klavírista Denis Macujev. Mezi jeho další přátele patřili i Luciano Pavarotti nebo Graham Greene.

## Dílo
Jeho dílo se týkalo dvou velkých oblastí – literární vědy a muzikologie. Zatímco hudbě se věnoval zejména jako popularizátor, literatuře jako vědec a publicista.
Byl ale také jedním z největších ruských znalců Williama Shakespeara své doby. Vydal dílo svého předchůdce, shakespearovského badatele Michaila Morozova. Po svém otci podědil i zájem o západoslovanskou literaturu, napsal předmluvy k ruskému vydání knih Karla Čapka nebo mnoha polských spisovatelů jako Sławomira Mrożka, Stanisława Lema, Jarosława Iwaszkiewicze a mnoha dalších. Napsal kapitolu o slovenské literatuře pro sedmisvazkové Dějiny světové literatury.
Jeho knihy a eseje (např. Brjusov a Dante, Brjusov a Polsko, Don Quijote v ruské poezii, Polské vztahy P. A. Vjazemského ad.)  byly přeloženy do mnoha jazyků. Velký ohlas měla kniha Člověk čtoucí. Homo Legens (rusky: Человек читающий. Homo Legens), zkoumající poměr moderního člověka k četbě.

### Televizní tvorba
V roce 1987 začala televizní stanice Ostankino vysílat program Hudba v éteru (rusky: Музыка в эфире), který propagoval mezi veřejností vážnou hudbu až do roku 1996 a ve kterém účinkovaly i velké hvězdy světové hudby jako Plácido Domingo nebo Montserrat Caballé. V letech 1993 až 1995 byl Belza uměleckým ředitelem hudebně-zábavního oddělení televize Ostankino. V roce 1997 se stal zaměstnancem nově založeného RTR Kultura a tam vedl autorské programy U vás doma (rusky: В вашем доме), Mistrovská díla světového hudebního divadla (rusky: Шедевры мирового музыкального театра) a Romantika romansu (rusky: Романтика романса). V roce 2012 vedl televizní soutěž Velký balet.

## Ocenění
Obdržel Státní cenu Ruské federace v oblasti literatury a umění za rok 2011, později i cenu ruské vlády v oblasti kultury, a to za založení projektu Velký balet.
Roku 1994 byl jmenován národním umělcem Ruské federace. V roce 2000 byl vyznamenán Řádem přátelství, v roce 2012 Řád za zásluhy o vlast IV. stupně. V Polsku byl vyznamenán Řádem za zásluhy o Polskou republiku a medailí ministra kultury Gloria artis, na Ukrajině Řádem sv. Mikuláše.